# Marta Gens i Barberà
Marta Gens i Barberà (El Morell, Tarragona, 30 de diciembre de 1969) es una exjugadora de voleibol española, considerada una de las mejores jugadoras del panorama catalán y español de la historia.
Empezó su carrera en el voleibol profesional con 18 años, en el RCD Español, si bien ya había jugado con CV Altafulla y CV Torredembarra. Jugó de receptora, y obtuvo el subcampeonato de Europa con el Múrcia en 1995. Acabó su dilatada carrera como jugadora en activo en 2005. Posteriormente, combinó entrenar equipos de voleibol con su trabajo como comentarista en la retransmisión del voleibol en RTVE y su gabinete de fisioterapia.  
Fue internacional con la selección española en 315 ocasiones. En 1987 se incorporó a la selección júnior. Al año siguiente, 1988, se incorporó a la selección absoluta, de la que fue capitana a partir de 1994. 
En 1988 fue nombrada mejor jugadora juvenil del campeonato de España. En 1998 fue reconocida como "Mejor jugadora nacional" y en 2001 como "Mejor jugadora española del siglo", entre otros premios locales.

## Trayectoria deportiva
| Temporada | Club                                                                                                  | Palmarés                                          |
| --------- | --- | ------------------------------------------------- |
| 1985-86   | Club Voleibol Altafulla y Club VoleibolTorredembarra                                                  |                                                   |
| 1986-88   | Salesianos Español (juvenil)                                                                          | Liga de España                                    |
| 1988-89   | RCD Español sénior                                                                                    |                                                   |
| 1989-90   | Concentración permanente con la selección española en el marco del Programa ADO 92                    |                                                   |
| 1990-91   | RCD Español                                                                                           | Liga de España                                    |
| 1991-92   | Concentración permanente con la selección española para preparar los Juegos Olímpicos de Barcelona-92 |                                                   |
| 1992-93   | Club Voleibol Alcorcón                                                                                | Copa de la Reina                                  |
| 1993-95   | Club Voleibol Múrcia                                                                                  | Liga de España Subcampeonato de Europa por clubes |
| 1995-98   | Club Voleibol Albacete                                                                                | Liga de España Copa de la Reina                   |
| 1998-99   | Vigetano Moreschi, club del A2 italiana                                                               | Coppa Italia                                      |
| 1999-2000 | Construcciones Marichal-Airtel Tenerife                                                               | Liga de España Copa de la Reina                   |
| 2000-02   | Construcciones Damesa Burgos                                                                          |                                                   |
| 2002-03   | Burgos                                                                                                |                                                   |
| 2003-04   | Universidad de Burgos                                                                                 |                                                   |

## Palmarés

### Selección española
Ha participado en:
- Mundial júnior del Perú 1989
- Premundial sénior de Jerez de la Frontera 1990
- 3 Juegos del Mediterráneo (1991, 1993, 2001)
- Universiada de Sheffield 1991
- Copa del Mundo de Tokio 1991
- 3 Premundials (Suiza 1993, Holanda 1997, Portugal 2001)
- 5 Preeuropeus (1989, 1991, 1993, 1995 y 1997)
- 4 Ligas europeas B (1997, 1998, 1999 y 2002)
- Preolímpico de Sídney 2000
- 1 Liga Europea A (2000-2001)

### Clubes
Títulos obtenidos:
- 6 Ligas de España (87-88, 90-91, 93-94, 94-95, 95-96 y 99-00)
- 3 Copas de la Reina (92-93, 95-96 y 99-00)
- 1 Coppa Italia (98-99)
- 1 Subcampeonato de Europa por clubes (94-95)